# Тэндзан, Хироёси
Хироёси Ямамото (яп. 山本 広吉, род. 23 марта 1971, Киото) — японский рестлер, в настоящее время выступающий в New Japan Pro-Wrestling, более известен под именем Хироёси Тэндзан. Вместе с Сатоси Кодзимой в 2008 году они выиграли World's Strongest Tag Determination League в All Japan Pro Wrestling и G1 Tag League в NJPW, став единственной командой, которой удалось сделать и то, и другое. Он является четырехкратным чемпионом IWGP в тяжелом весе и рекордным двенадцатикратным командным чемпионом. Он также является бывшим чемпионом мира в тяжелом весе NWA.

## Титулы и достижения
- All Japan Pro Wrestling
  - World's Strongest Tag Determination League (2006, 2008) – с Сатоси Кодзимой
- Catch Wrestling Association
  - Чемпион мира CWA в младшем тяжелом весе (2 раза)
- National Wrestling Alliance
  - Чемпион мира NWA в тяжёлом весе (1 раз)[2]
  - Командный чемпион мира NWA в тяжёлом весе (1 раз) – с Сатоси Кодзимой[3]
- New Japan Pro-Wrestling
  - Чемпион IWGP в тяжёлом весе (4 раза)[4]
  - Командный чемпион IWGP (12 раз) – с Масахиро Тёно (5), с Сатоси Кодзимой (6), и Осаму Нисимурой (1)[5]
  - G1 Climax (2003, 2004, 2006)
  - G1 Tag League (2001, 2008) – с Сатоси Кодзимой
  - G1 Tag League (2003) – с Осаму Нисимурой
  - Super Grade Tag League (1995) – с Масахиро Тёно[6]
  - Кубок молодых львов  (1993)[7]
  - Командный турнир за кубок Yuke's (2008) – с Синдзиро Отани
  - Турнир команд за 10 000 000 иен (2004) – с Синсукэ Накамурой
  - Награда MVP (2003, 2004)[8][9]
  - Лучший поединок (2003) vs. Джун Акияма[8]
  - Лучший поединок (2004) vs. Хироси Танахаси [9]
  - Лучший поединок команд (2000) с Сатоси Кодзимой vs. Манабу Наканиси и Юдзи Нагата[10]
  - Лучший поединок команд (2002) с Масахиро Тёно vs. Манабу Наканиси и Осаму Нисимура[11]
  - Лучший поединок команд (2004) с Синсукэ Накамурой vs. Кацуёри Сибата и Масахиро Тёно[9]
- Nikkan Sports
  - Награда лучшей команде (2008) с Сатоси Кодзимой[12]
- Pro Wrestling Illustrated
  - № 10 в топ 500 рестлеров в рейтинге PWI 500 в 2005
- Tokyo Sports
  - Награда за боевой дух (2004)
  - Команда года (1995)[13]
  - Команда года (1996) с Масахиро Тёно и Хиро Сайто[13]
  - Команда года (2000)[14]
- Wrestling Observer Newsletter
  - Команда года (2001) с Сатоси Кодзимой
  - Лучший образ (1996) – nWo
  - Вражда года (1996) New World Order vs. World Championship Wrestling